# Пертийоки
Пертийоки, Аррейоки — река в России, протекает по территории Ребольского сельского поселения Муезерского района и Костомукшского городского округа Карелии. Впадает в Кимасозеро. Длина реки — 45 км, площадь водосборного бассейна — 378 км².
Пертийоки имеет левый приток — Тупозенйоки. Также в реку впадает протока из озера Большого Пертиярви, в которое впадает река Айттайоки.

## Данные водного реестра
По данным государственного водного реестра России относится к Баренцево-Беломорскому бассейновому округу, водохозяйственный участок реки — Кемь от Юшкозерского гидроузла до Кривопорожского гидроузла. Речной бассейн реки — бассейны рек Кольского полуострова и Карелии, впадает в Белое море.

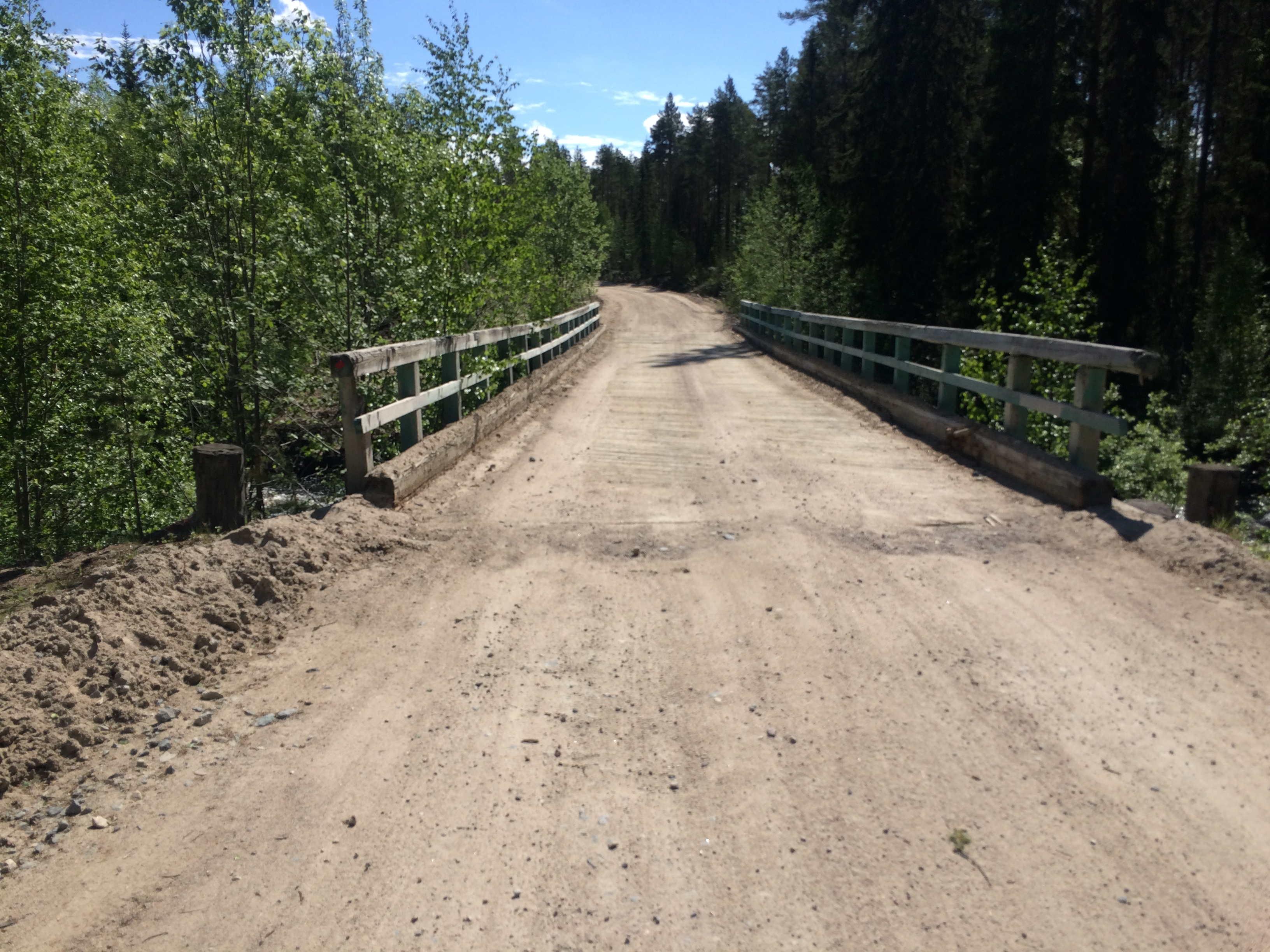
Автомобильный мост через Аррейоки

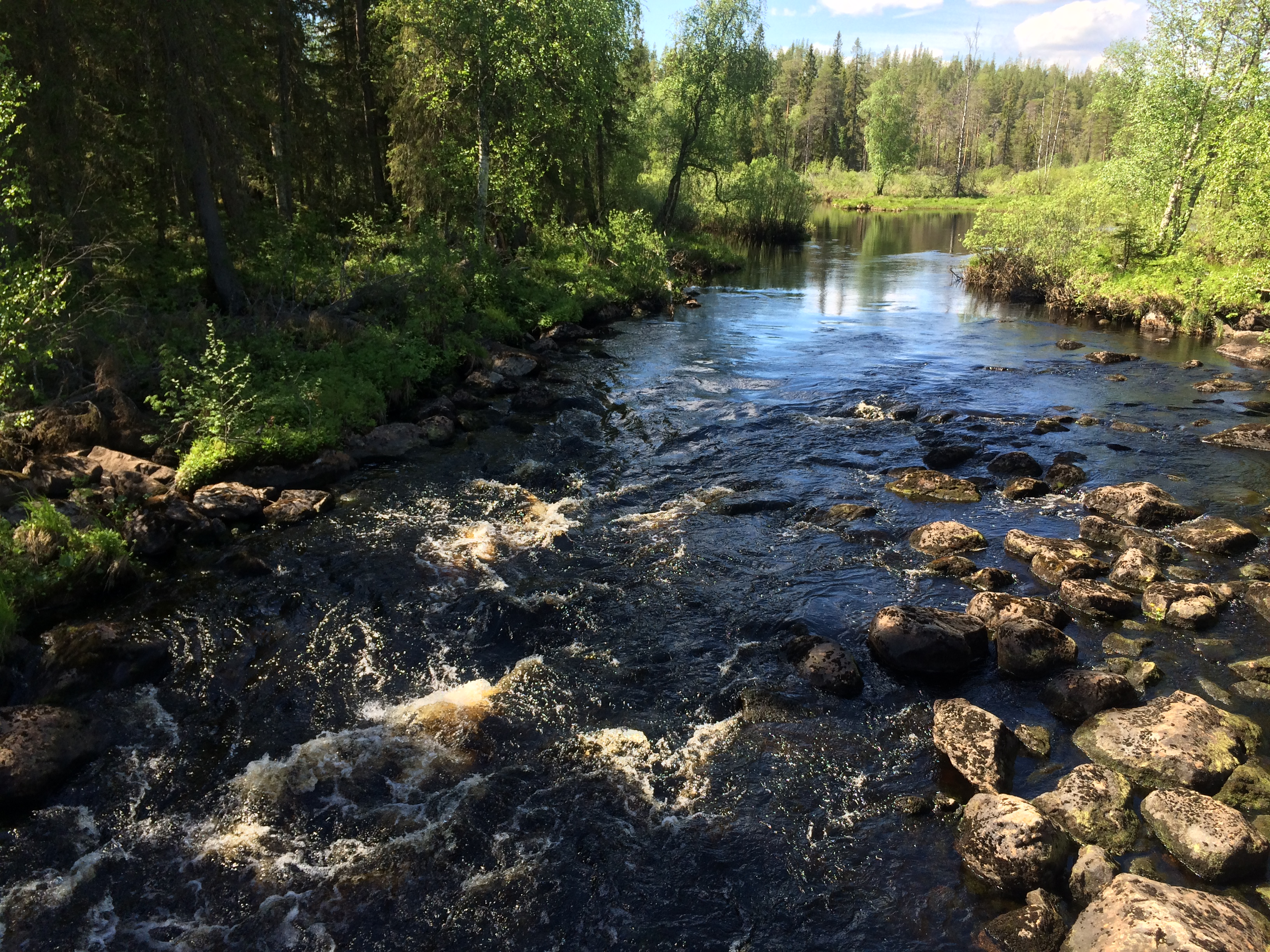
Аррейоки. Вид против течения